# Peaceville Volume 4
Peaceville Volume 4 — сборник различных жанров и исполнителей, издан в 1992 году на лейбле Peaceville Records.

## Об альбоме
Peaceville Volume 4 содержит песни различных исполнителей, подписанных на лейбл Peaceville Records. Между большинством представленных треков присутствуют звуковые вставки, начиная от цитат из фильмов и заканчивая интервью с музыкантами Peaceville Records.
Название и обложка сборника сделаны с намеком на Black Sabbath, Vol. 4.
Версия песни «Lovelorn Rhapsody» группы Anathema, представленная на этом сборнике, была эксклюзивной до перевыпуска песни в 2002 году на ретроспективном сборнике песен группы Resonance 2.

## Список композиций
1. Pentagram / Sign of the Wolf (Pentagram) — 3:28
2. Anathema / Lovelorn Rhapsody (Original) — 5:52
3. G.G.F.H. / Room 213 (Mix) — 4:12
4. My Dying Bride / Erotic Literature — 5:18
5. Kong / Stockhouse — 4:32
6. Autopsy / Funereality — 2:55
7. Sonic Violence / Catalepsy (NFI Top Mix) — 4:33
8. Darkthrone / A Blaze in the Northern Sky — 5:04
9. Paradise Lost / Gothic (Mix) — 5:20
10. Baphomet / Leave the Flesh (Original) — 3:06
11. Acrostichon / Relics — 5:41
12. Impaler / Astral Corpse — 5:37
13. The Gathering / In Sickness and Health — 7:08
14. Vital Remains / Malevolent Invocation — 4:18
15. Traumatic Voyage / Godless — 5:14
16. At the Gates / Kingdom Gone — 4:59